# Suiza en los Juegos Olímpicos de Cortina d'Ampezzo 1956
Suiza estuvo representada en los Juegos Olímpicos de Cortina d'Ampezzo 1956 por un total de 59 deportistas que compitieron en 7 deportes.  
El portador de la bandera en la ceremonia de apertura fue el esquiador alpino Georges Schneider.

## Medallistas
El equipo olímpico suizo obtuvo las siguientes medallas:
| Nombre                                                 | Deporte      | Competición |
| ------------------------------------------------------ | ------------ | ----------- |
| Oro                                                    |              |             |
| Franz Kapus Gottfried Diener Robert Alt Heinrich Angst | Bobsleigh    | Cuádruple M |
| Madeleine Berthod                                      | Esquí alpino | Descenso F  |
| Renée Colliard                                         | Esquí alpino | Eslalon F   |
| Plata                                                  |              |             |
| Raymond Fellay                                         | Esquí alpino | Descenso M  |
| Frieda Dänzer                                          | Esquí alpino | Descenso F  |
| Bronce                                                 |              |             |
| Max Angst Harry Warburton                              | Bobsleigh    | Doble M     |